# Союз ТМА-13М
«Союз ТМА-13М» — российский пассажирский транспортный пилотируемый космический корабль, на котором был осуществлён полёт к Международной космической станции трёх участников экспедиции МКС-40. Это 120-й пилотируемый полёт кораблей типа «Союз», начиная с первого полёта в 1967 году, и 39-й полёт к МКС.

## Экипаж
- (ФКА) Максим Сураев (2-й космический полёт) — командир экипажа;
- (НАСА) Грегори Уайсмен (1) — бортинженер;
- (ЕКА) Александр Герст (1) — бортинженер.

## Дублёры
- (ФКА) Антон Шкаплеров (2-й космический полет) — командир экипажа;
- (ЕКА) Саманта Кристофоретти (1) — бортинженер;
- (НАСА) Терри Виртс (2) — бортинженер.

## Подготовка к полёту
7 марта 2014 года транспортный пилотируемый корабль «Союз ТМА-13М» был доставлен на космодром Байконур.
15 мая 2014 года основной и дублирующий экипажи космического корабля «Союз ТМА-13М» прибыли на космодром «Байконур».

## Полёт
28 мая 2014 года ракета-носитель «Союз-ФГ» с пилотируемым космическим кораблём «Союз ТМА-13М» стартовала с космодрома Байконур в 23:57 мск. 29 мая в 5:44 мск корабль пристыковался к МКС.
10 ноября 2014 года в 06:58 мск спускаемый аппарат транспортного пилотируемого корабля (ТПК) «Союз ТМА-13М» совершил посадку севернее г. Аркалык (Республика Казахстан). Посадка прошла в штатном режиме. На Землю вернулись члены экипажа длительной экспедиции МКС-40/41 в составе командира ТПК Максима Сураева, бортинженеров Рида Уайсмена и Александра Герста.